# Cacalchén
Cacalchén é um município do estado do Iucatã, no México. A população do município calculada no censo 2005 era de 6.399 habitantes.